# ビートたけしのTVタックル
『ビートたけしのTVタックル』（ビートたけしのテレビタックル）は、テレビ朝日系列にて1989年7月3日から放送されている、政治を題材にした討論バラエティ番組である。ビートたけしが総合司会を務める冠番組。通称は『TVタックル』。
新聞や雑誌のラテ欄に文字数の制限上『たけしのTVタックル』と表記されることがある。ステレオ放送（2014年3月31日放送分より）、文字多重放送（2012年4月2日放送分より）を実施している。

## 概説
1989年（平成元年）7月3日に『どーする?!TVタックル』のタイトル、関口宏とビートたけしの総合司会でスタート。関口出演時代はテーマが毎回『日本人と○○』だった。
1990年（平成2年）3月26日放送分で関口が番組を降板、1991年（平成3年）4月1日から『ビートたけしのTVタックル』と番組名を変更、ビートたけしの冠番組となり様々な時事問題をテーマとして各界の著名人などのパネリストによる論争を繰り広げる内容になった。
『ビートたけしのTVタックル』1回目のゲスト及び番組冒頭トークは大橋巨泉で、テーマは『第79回 たけしと巨泉と芸能界』だった（79回というのは1989年からの放送回数だったが、後にテロップに回数の表記をしなくなった）。
オープニングテーマは「『カルメン』前奏曲」で、1998年以降はナビゲーターの江口ともみが同曲に合わせてゲストを紹介し、最後にたけし、阿川佐和子、大竹まことの3人組を茶化して紹介する演出が恒例だったが、ネオバラエティ枠に移動してからは行っていない。
全体的に時事的要素が強いため、原則として休止となった回は次回以降に放送しない。
事前に番組出演者の性格と役付け、進行に沿った各々の発言が予め決められており、進行の構成台本に「誰彼反論」「宥める司会」「誰彼激怒して退場」と細かにト書きがされている。発言の自由度の幅はある程度利くがほぼ台本に沿った構成で収録されている。このため、討論番組の範疇に当てはまらない、という批判も存在する。
おおむね2日前の土曜日の昼に収録されているが、選挙投票日の翌日が放送日にあたるため、当日昼に収録され編集し放送するいわゆる「撮って出し」の形式で放送されている日もある。収録日後 - 放送日までの間に当日取り上げる話題で最新の情報がある場合はVTR部分を編集している（VTR中に出演者の声が聞こえない場合がそれ）。
2009年（平成21年）8月31日は、前日に行われた第45回衆議院議員総選挙の総括・分析のため、番組20年の中で初めて生放送を行った。これはレギュラーの大竹と阿川がラジオ番組『大竹まこと ゴールデンラジオ!』（文化放送）に出演しているため昼の収録ができなくなったからである。2011年（平成23年）4月11日・同年12月19日・2012年（平成24年）11月12日に放送された3時間スペシャルのそれぞれ後半で放送された分も生放送であった。4月11日分は、後半部分 で前日に行われた第17回統一地方選挙総括・分析のため（主に東京都知事選挙について）、12月19日は、当日死去した金正日総書記について、2012年11月12日は政局関係について、2012年（平成24年）12月17日では、前日に投開票された第46回衆議院議員総選挙と2012年東京都知事選挙の総括と分析について、以上4つの放送が、生放送となった。2012年11月19日分は前週に引き続き生放送となった。これは16日に衆議院が解散となったことと、15日にレギュラー出演していた三宅久之が他界したため。
安倍晋三などの自民党幹部も出演している。かつては浜田幸一がそのキャラクターから「悪党党」 幹事長として意見を述べていた。
ゴールデン時代は不定期で前枠の「お試しかっ!」「Qさま!!」との合同（まれに他の特番とも合同）の3時間スペシャルで休止にすることがあったり、前2番組を休止にして当番組を3時間スペシャル にすることがあるが、2013年（平成25年）5月13日の回では、この3番組を初めて合同させた3時間スペシャルが行われた(阿川、江口らが「Qさま!!」のプレッシャーSTUDYに参加、「Qさま!!」側からやくみつる、石原良純が本番組に参加)。
2014年3月31日以降は放送開始25周年の機に放送枠を月曜日の21時台から「ネオバラエティ」（朝日放送〈当時〉を除く月 - 木曜日の23:15 - 翌0:15に放送）の月曜枠へ移動 する。サラリーマンが帰宅後の視聴を想定した案で、月曜日の21時台は池上彰の冠番組『ここがポイント!!池上彰解説塾』をレギュラーで放送し、21時からニュース番組が3番組続く。テレビ朝日のゴールデン・プライムタイム番組が「ネオバラエティ」枠に移動したのは、2010年4月の『今すぐ使える豆知識 クイズ雑学王』（水曜日20時台 → 「ネオバラエティ」月曜枠）以来4年振り、ただし、「雑学王」は2007年10月3日 - 同年12月19日に「ネオバラエティ」の水曜枠で放送されているため、ネオバラエティ未経験番組としては初めての枠移動になる。
この放送枠移動を機に、番組開始以来長年にわたって制作プロダクションを担当していた「オフィス・トゥー・ワン」が降板し、新たに「ViViA」（テレビ朝日映像、2019年3月に制作から撤退）が制作プロダクションを担当することとなった。2019年4月からはTAIGA PROなどに制作が変更されている。テレビ朝日映像が制作協力に加わった2014年3月31日からテレビ朝日が制作著作となっている。政治一辺倒だったテーマも一新し、社会世相全般を扱う方針に変更。ナレーター陣も刷新され55時間テレビ特別版も担当していた服部潤と近藤サトに変更された。さらに、スタジオセットやタイトルロゴも大幅に一新した。
2015年9月28日の放送から、最近の気になる検索キーワードを中心軸に、そのキーワードの深層を深掘りレポーターが検証し、それを基にスタジオで議論するという体裁で放送されるようになり、再びスタジオセットが一新された。
2016年3月28日で「ネオバラエティ」枠月曜日での放送を終え、同年4月3日から放送枠を再度移動し、日曜日11:55 - 12:55での放送となり、全編ローカルセールス枠での放送になるが、一部地域において、全編同時ネットに復す局がある一方で、12:00からの飛び乗り放送を行う局や全編遅れネットを行う局があったり、この枠移動を機に一旦打ち切る局 もある。九州地方・沖縄県・山口県では『前川清の笑顔まんてんタビ好キ』（九州朝日放送制作）を放送するため、九州朝日放送では月曜深夜、その他の九州地方・沖縄県・山口県では日曜午後4時台前後などに放送されている。
この時からほぼ原点に立ち返って、最近のニュース、特に政治や社会動向にスポットライトを当てた討論に戻り、ナレーターも銀河万丈に、テーマソングも「カルメン」に戻り、放送休止されないこともある。
2017年4月9日から2時間ドラマ新枠『日曜ワイド』（10:00 - 11:50）開始のため、本番組はフライングスタート（および12:00の飛び乗り点）を廃止し、テレビ朝日および同時ネット局では12:00 - 12:55に放送される。
2018年4月8日からは、同年3月25日をもって『日曜ワイド』が終了したため、11:55 - 12:55での放送に復した（12:00の飛び乗り点も再度設置）。
2019年7月7日、放送開始30周年を迎えた。
2019年10月6日からは、放送時間が再度12:00 - 12:55に変更された。なお、テレビ朝日では『ANNニュース』からステプレレスで11:59にフライングスタートしている。

## 出演者

### 総合司会
- ビートたけし（放送開始から出演）

### 進行
- 阿川佐和子（1998年2月よりレギュラー出演）

### レギュラーパネリスト
- 大竹まこと（1998年4月より正式にレギュラー出演）

毎年4〜5月はシティボーイズの演劇公演を行うため欠席する。
現在は毎回出演することはなく、江口と交代で隔週出演になっている。

### ナビゲーター
- 江口ともみ（4代目：1998年4月 - 、阿川が欠席時に準司会を担当したこともある）

2007年4月25日、他局の番組収録中に全治2週間のけがを負い5月7日放送分から休んでいたが、6月4日放送分（収録は2日）より復帰した。上記の間は代役は置かず、阿川が江口のパートを担当した。阿川はナビゲーターが一時不在となった1998年3月も担当している。2015年9月22日放送まで別室でのナビゲートだったが、同9月29日以後は議論が行われているスタジオに参加し、レポーターとともに取材の補足などを担当している。
現在は毎回出演することはなく、大竹と交代で隔週出演になっている。

### 深掘りレポーター
（いずれも2015年9月29日から）
- 厚切りジェイソン
- パーマ大佐
- グローバー
- サンキュータツオら

### 頻出ゲスト
ほぼ毎回登場するゲスト。
- 西村博之（ひろゆき）
- 東国原英夫

### 主なゲスト

#### 大学教員
- 大槻義彦（早稲田大学名誉教授、理学博士） - 超常現象スペシャルの際に出演。
- 吉村作治（早稲田大学名誉教授、工学博士、考古学者） - 超常現象スペシャルの際に出演。
- 小池政行（日本赤十字看護大学教授、元外交官） - 外交問題の際に出演。
- 志方俊之（帝京大学教授、元陸上自衛官、工学博士） - 防衛・外交問題の際に出演。
- 田嶋陽子（元法政大学教授、女性学者、元参議院議員）
- 福岡政行（白鷗大学教授、東北福祉大学特任教授）
- 森永卓郎（獨協大学教授、経済評論家）
- 八木秀次（高崎経済大学教授、憲法学者） - 皇室典範問題の際に出演。
- 米田建三（元帝京平成大学教授、日本航空学園理事、元衆議院議員）
- 金慶珠（東海大学教養学部国際学科准教授） - 2007年12月17日、重村と白熱した議論を展開する。
- 重村智計（早稲田大学教授） - 北朝鮮問題の際に出演。
- 田勢康弘（元早稲田大学大学院客員教授、日本経済新聞コラムニスト）
- 萩谷順（法政大学教授、元朝日新聞解説委員）
- 寺脇研（京都造形芸術大学教授、元文部官僚、映画評論家、落語評論家）
- 勝間和代（中央大学大学院客員教授、経済評論家、公認会計士） - 2009年1月26日放送分に初登場
- 岸博幸（慶応義塾大学大学院教授、元経産官僚）
- 高橋洋一（嘉悦大学教授、元財務官僚）
- 武田邦彦（中部大学教授、元原子力安全委員会委員） - 福島第一原子力発電所事故以降、放射能汚染の対策や原子力政策の評論を度々行う
- 飯島勲 （松本歯科大学歯学部特任教授、小泉純一郎元総理秘書官）
- 鈴木亘（学習院大学経済学部教授）
- 山口二郎（法政大学教授）
- 三浦瑠麗（青山学院大学兼任講師、国際政治学者）

#### 評論家
- 小川和久（軍事評論家）
- 荻原博子（経済評論家）
- 高野孟（評論家、雑誌『インサイダー』編集長）
- 韮澤潤一郎（超常現象研究家） - 超常現象スペシャルの際に出演。
- 宮崎哲弥（評論家）
- 屋山太郎（政治評論家） - スタジオ出演は数回。VTR出演が中心。
- 和田秀樹（精神科医、受験アドバイザー）
- 岡崎久彦（外交評論家）
- 大谷昭宏（ジャーナリスト、評論家） - 2007年5月28日放送分に初登場。
- 金美齢（評論家）
- 山際澄夫（ジャーナリスト）
- 須田慎一郎（ジャーナリスト）
- 長谷川幸洋（ジャーナリスト）
- 荻上チキ（評論家、ジャーナリスト）
- 古谷経衡（評論家、著述家）

#### 作家
- 猪瀬直樹（作家、元東京都知事、東京大学客員教授）
- 大下英治（作家）
- 荒俣宏（小説家、玉川大学客員教授、武蔵野美術大学客員教授、サイバー大学客員教授）
- さかもと未明（漫画家、作家、コメンテーター）
- 橋口いくよ（作家、コメンテーター）

#### 実業家
- 青山繁晴（株式会社独立総合研究所社長） - 防衛・外交問題の際に出演。未出演回でもVTRで登場することがしばしばある。
- 渡邉美樹（ワタミ株式会社社長）
- 堀江貴文（元ライブドア代表取締役、実業家）

#### 弁護士
- 紀藤正樹

#### 国会議員

##### 自由民主党
- 平沢勝栄（衆議院議員、元内閣府副大臣）
- 高市早苗（衆議院議員、総務大臣、元党政務調査会長、元内閣府特命担当大臣、元経済産業副大臣）
- 世耕弘成（参議院議員、元経済産業大臣、元首相補佐官（広報担当）、元官房副長官）
- 小野寺五典（衆議院議員、元防衛大臣）
- 河野太郎（衆議院議員、防衛大臣、前外務大臣、元国務大臣、元法務副大臣）
- 鴻池祥肇（参議院議員、元官房副長官）
- 安倍晋三（元衆議院議員、元内閣総理大臣、元内閣官房長官、元党幹事長）
- 秋葉賢也（衆議院議員、元厚生労働副大臣、元復興副大臣）
- 衛藤征士郎（衆議院議員、元防衛庁長官、元衆議院副議長）
- 石破茂（衆議院議員、元地方創生担当大臣、元国家戦略特別区域担当大臣、元党幹事長、元農林水産大臣、元防衛大臣、元防衛庁長官、元防衛庁副長官） - 組閣直後の放送（収録は直前）で「祝・防衛庁長官就任!」とテロップ表示された。
- 石原伸晃（衆議院議員、元経済再生担当大臣兼経済財政担当大臣、元環境大臣、元党幹事長、元国土交通大臣、元行政改革担当大臣兼規制改革担当大臣）
- 井上信治（衆議院議員）
- 衛藤晟一（参議院議員、内閣府特命担当大臣、元首相補佐官、元厚生労働副大臣）
- 松浪健太（衆議院議員、元内閣府大臣政務官、元厚生労働大臣政務官）
- 丸山和也（参議院議員）
- 古川俊治（参議院議員、参議院財政金融委員長）
- 麻生太郎（衆議院議員、副総理兼財務・金融担当大臣、元内閣総理大臣、元党幹事長、元外務大臣、元総務大臣、元経済財政担当大臣）
- 佐藤ゆかり（参議院議員）
- 片山さつき（参議院議員、前地方創生担当大臣兼女性活躍担当大臣）
- 猪口邦子（参議院議員、元内閣府特命担当大臣）
- 小坂憲次（参議院議員、元文部科学大臣、自民党参議院幹事長）
- 塩崎恭久（衆議院議員、党行政改革推進本部長、元厚生労働大臣、元内閣官房長官）
- 佐藤正久（参議院議員、外務副大臣）
- 城内実（衆議院議員）
- 武見敬三（参議院議員、元厚生労働副大臣）
- 西川公也（前衆議院議員、元農林水産大臣）
- 葉梨康弘（衆議院議員）
- 赤池誠章（参議院議員）
- 三原じゅん子（参議院議員）
- 松本文明（衆議院議員、内閣府副大臣）

##### 立憲民主党
- 長妻昭（衆議院議員、元厚生労働大臣）
- 福山哲郎（参議院議員、元内閣官房副長官、元外務副大臣）
- 白眞勲（参議院議員、元内閣府副大臣）
- 辻元清美（衆議院議員、元国土交通副大臣）
- 阿部知子（衆議院議員）
- 海江田万里（衆議院議員、衆議院副議長、元立憲民主党最高顧問、元衆議院決算行政監視委員長、元民主党代表、元衆議院財務金融委員長、元経済産業大臣、元経済財政担当大臣）
- 亀井亜紀子（衆議院議員）
- 末松義規（衆議院議員、元内閣府副大臣）
- 逢坂誠二（衆議院議員、立憲民主党代表代行、元総務大臣政務官、元ニセコ町長）
- 川内博史（衆議院議員）
- 森裕子（参議院議員、元文部科学副大臣）
- 原口一博（衆議院議員、元総務大臣）
- 渡辺周（衆議院議員、元防衛副大臣、元総務副大臣）
- 篠原孝（衆議院議員、元農林水産副大臣）
- 桜井充（参議院議員、元財務副大臣）
- 山井和則（衆議院議員、元厚生労働大臣政務官）

##### 国民民主党
- 大塚耕平（参議院議員、元厚生労働副大臣、元内閣府副大臣）

##### 公明党
- 高木陽介（衆議院議員）
- 西田実仁（参議院議員）
- 大口善徳（衆議院議員）
- 池坊保子（元衆議院議員）
- 斉藤鉄夫（衆議院議員、元環境大臣）
- 浮島とも子（衆議院議員、元参議院議員、元文部科学大臣政務官）

##### 日本共産党
- 笠井亮（衆議院議員）
- 穀田恵二（衆議院議員）
- 佐々木憲昭（衆議院議員）
- 小池晃（参議院議員）

##### 日本維新の会
- 片山虎之助（参議院議員、初代総務大臣、元消防庁次長）

##### 社会民主党
- 福島瑞穂（参議院議員、元内閣府特命担当大臣）

##### 無所属・元議員・都道府県知事
- 上田清司（元埼玉県知事、参議院議員）
- 片山善博（元鳥取県知事、元総務大臣）
- 平野貞夫（元参議院議員）
- 古川康（元佐賀県知事、衆議院議員）
- 玉城デニー（沖縄県知事、元衆議院議員）
- 河村たかし（名古屋市長、元衆議院議員）
- 島村宜伸（元衆議院議員、元農林水産大臣、元文部大臣）
- 松浪健四郎（元衆議院議員、元文部科学副大臣）
- 笹川堯（元衆議院議員、元科学技術政策担当大臣）
- 亀井善太郎（元衆議院議員、元農林水産大臣）
- 松岡利勝（元衆議院議員、元農林水産大臣、初代農林水産副大臣） - 2007年5月28日、現憲法下初現役閣僚による自殺。
- 福島豊（元衆議院議員、元厚生総括政務次官）
- 亀井久興（元衆議院議員、元国土庁長官）
- 保坂展人（世田谷区長、元衆議院議員）
- 永田寿康（元衆議院議員） - メール問題で議員辞職、2009年1月3日に自殺。
- 田村耕太郎（元参議院議員）
- 浜四津敏子（元参議院議員、元環境庁長官）
- 簗瀬進（元参議院議員）
- 鈴木宗男（参議院議員、元衆議院議員、元北海道開発庁長官、元沖縄開発庁長官）
- 大村秀章（愛知県知事、元衆議院議員、元内閣府副大臣、元厚生労働副大臣）
- 横粂勝仁（前衆議院議員）
- 亀井静香（前衆議院議員、元金融・郵政改革担当大臣、元建設大臣、元運輸大臣兼新東京国際空港担当大臣、元警察庁長官官房調査官）
- 自見庄三郎（前参議院議員、元金融・郵政改革担当大臣、元郵政大臣）
- 姫井由美子（前参議院議員）
- 三宅雪子（前衆議院議員）
- 東祥三（前衆議院議員）
- 村井宗明（前衆議院議員）
- 平岡秀夫（前衆議院議員、元法務大臣、元総務副大臣）
- 笹木竜三（前衆議院議員、元文部科学副大臣）
- 高山智司（前衆議院議員）
- 小林興起（前衆議院議員、元財務副大臣）
- 糸川正晃（前衆議院議員） - 国民新党議員時代に出演
- 坂口力（前衆議院議員、元厚生労働大臣）
- 舛添要一（前東京都知事、前参議院議員、元厚生労働大臣、国際政治学者）
- 鈴木寛（前参議院議員、元文部科学副大臣）
- 川上義博（前参議院議員）
- 石井一（元参議院議員、元自治大臣兼国家公安委員会委員長兼政治改革担当大臣）
- 松あきら（前参議院議員）
- 西村眞悟（元衆議院議員） - 民主党議員時代に出演
- 中田宏（元衆議院議員、前横浜市長）
- 浅尾慶一郎（前衆議院議員）
- 中西健治（参議院議員）
- 安住淳（衆議院議員、元財務大臣、元防衛副大臣）
- 長島昭久（衆議院議員、元内閣総理大臣補佐官（外交及び安全保障担当）、元防衛大臣政務官）
- 細野豪志（衆議院議員、幹事長、元環境大臣兼原子力防災担当大臣）
- 松原仁（衆議院議員、元国家公安委員会委員長兼拉致問題担当大臣兼消費者担当大臣、元国土交通副大臣兼拉致問題担当副大臣）
- 野田佳彦（衆議院議員、前内閣総理大臣、元財務大臣、元財務副大臣）
- 近藤洋介（元衆議院議員、元経済産業大臣政務官）
- 松木謙公（元衆議院議員、元農林水産大臣政務官）
- 尾立源幸（元参議院議員、元財務大臣政務官）
- 柿沢未途（衆議院議員）
- 山本一太（群馬県知事、前参議院議員、元外務副大臣、元沖縄･北方担当大臣）
- 豊田真由子（前衆議院議員）
- 中川智子（元衆議院議員、前宝塚市長） - 三宅に面罵される事数回。

たけし（総裁）、阿川（副総裁）、浜田（幹事長）、大竹（党員）の4人は番組内での架空政党「悪党党」を結成していたが、浜田が降板してからは「悪党党」の表現をしなくなった（浜田は降板後2012年に逝去）。

## 過去の出演者
番組開始当初から、降板時の翌週からの出演者への引き継ぎおよび花束贈呈の儀式・演出は行っておらず、卒業の挨拶も25年以上いっさい行われていない。本編終了後の翌週の予告でナレーションにより軽く触れる程度となっている。そのため、特に進行女性キャスターに関しては翌週から突然交代しているという状態で番組を進行していた。

### 総合司会
- 関口宏（初代総合司会、1989年7月3日 - 1990年3月26日）- 降板後初の放送で2代目司会に就任したたけしが「関口さんを追い出したみたいになっている」と冒頭で触れた

### 進行
- 亜蘭知子（1989年7月 - 8月）
- 神津カンナ（1989年8月 - 1991年3月）
- 竹下景子（1990年4月、1990年10月、1991年4月 - 1993年3月）
- 星野知子（1990年5月 - 6月）
- 檀ふみ（1990年6月 - 8月、1990年10月 - 1992年1月）
- 中井貴惠（1990年8月 - 9月）
- 東ちづる（1992年1月 - 1998年2月）

※開始当初、女性レギュラーについては準司会とパネリストの区別が曖昧であった。関口が降板し現在のような討論型の番組となった1990年に、竹下・檀・星野・中井の4人（後に竹下・檀は正式のレギュラーとなる）が1ヶ月 - 2ヶ月の期間限定で進行役を担当するようになり、同時に田島陽子などのパネリストと区別されるようになった。

### ナビゲーター
- 初代：石井苗子（現・参議院議員、1989年7月 - 1995年6月） - 第1回の放送中、「唐突」を「からとつ」と読み上げる。スタート当初は影のナビゲーター「マリリン」として顔出ししなかったが、石井が他の仕事で有名になっていくにつれ、少しずつ姿が映し出されるようになり（途中の段階では顔を隠すためタイトルロゴで覆っていた）、最後は完全に顔を出して出演した（議論が行われているスタジオの右後部にいた）。聖路加看護大学に学士入学する準備のため、1995年6月に降板。
- 2代目：浜家優子（1995年7月 - 1997年12月）
- 3代目：海老原由佳（1998年1月 - 1998年3月）

### レギュラー
- 丸川珠代（参議院議員、「（新）日本の景気を考える」司会、当時テレビ朝日アナウンサー）
- 秋吉満ちる（初期のレギュラーパネリスト）
- 舛添要一（国際政治学者、後に政治家）
- 篠原勝之「鉄のゲージツ（芸術）家」（1994年10月 - 1996年3月までレギュラーパネリスト）- 降板後も2002年3月までは不定期出演として出演を継続していた。
- 田嶋陽子（初期はゲストだったが、1990年代前半から後半に篠原勝之などと出演していた）
- ヒロミ（1995年4月 - 1997年12月までレギュラーパネリスト）- 降板後も2002年3月までは不定期出演として出演を継続していたが、政治1本化以降出演せず2015年5月4日に約14年ぶりにゲストとして出演した。現在は、まれにゲストとして出演している。

他の番組などで後にTVタックルの映像が一部放送される場合、一部の出演者の顔は公職選挙法や権利関係の都合上、モザイク処理されることがある。

### 故人
- 飯島愛（元AV女優・タレント）

2008年12月24日に死亡が確認。
- 浜田幸一（政治評論家、元自民党衆議院議員、「悪党党」幹事長]）

番組には、たけしを総裁とする「悪党党」の幹事長という架空の肩書きで、準レギュラーとして出演した。
衆議院議員・江田憲司の2008年3月10日付メルマガによると、「ハマコーマジ切れ、番組降板!」と銘打っている。浜田はかねてより暴言退場癖があったが、これまで決して暴言を吐かなかった阿川に罵詈雑言を浴びせて退場したためと記されている。
以降出演が無かったが、2009年7月20日放送の20周年記念スペシャル第3弾でVTR出演し、「20周年に参加させてもらい心から感謝しています」と述べている。
2012年8月5日に他界し、8月6日放送回の冒頭で追悼メッセージが放送された。同年12月3日放送分では、同じく同年死去した三宅久之とあわせて追悼特別企画が放送されている。
- 金子哲雄（ジャーナリスト）

2012年10月2日に他界。
- 三宅久之（政治評論家、元毎日新聞特別報道部長）

2001年12月10日放送分で初登場。浜田幸一と隔週交互での準レギュラー出演が多かったが、時に2人とも出演して激論を交わしたこともあった。
2012年にテレビ出演など評論活動からの引退を表明し、同4月2日放送分をもって降板し、「引退3時間スペシャル」として放送された。
2012年11月15日に他界。翌日衆議院が解散となったために11月19日放送分が生放送となり、その中で追悼メッセージが放送された。
- 大島渚（映画監督）

2013年1月15日に他界。
- 勝谷誠彦（コラムニスト）

月1回 - 2回のペースで定期的に登場していたが、2012年から出演頻度が減少し、2018年11月28日に他界。

### 主なゲスト
- 崔洋一（映画監督）
- 江川達也（漫画家）
- 井筒和幸（映画監督）
- 林寛子（タレント）
- 島田律子（エッセイスト）
- 野坂昭如（作家、元参議院議員）
- 辛淑玉（作家）
- 鴻上尚史（劇作家、演出家）- 浜家の紹介ナビで「こうかみじょうと」と間違えられたことがある。
- 中山麻理（女優）
- 嵐山光三郎（作家）
- 三反園訓（当時テレビ朝日コメンテーター、前鹿児島県知事）
- 田母神俊雄（軍事評論家、第29代航空幕僚長）
- 高畑淳子（大竹まことの代理として出演、2010年5月17日放送分）

### たけしバイク事故時の代役司会
1994年9月〜1995年2月。
- 大橋巨泉
- 山城新伍（1994年9月12日）
- 大島渚（1994年10月10日）
- 古舘伊知郎
- 渡辺正行（1995年1月23日）
- 山田邦子
- 和田アキ子（1994年9月5日）
- 小柳ルミ子（1995年1月16日）
- 泉ピン子

## 主なコーナー

### （新）日本の景気を考える
- 放送期間：1995年4月 - 2000年代前半
- 司会：丸川珠代（当時テレビ朝日アナウンサー）
  - 内容はビートたけし扮する「経済問題評論家・北野武」が、毎回全国各地から呼んだゲスト（長年従事した一般人）と共に日本の景気についてトークを行うというもの。丸川は冷静沈着な司会者という設定で、北野のセクハラまがいの発言やゲストの突拍子もない発言にも笑わない。
  - 2000年（平成12年）2月21日放送で84歳の干しイモ製造男性が登場。芥川賞というテレビ番組で村上さんが取材に来たというエピソードを男性が紹介した。初めは村上龍（放送当時はテレビ東京『カンブリア宮殿』は放送されていなかった）が取材に来たと思っていた北野武がテレビ朝日『アフタヌーンショー』の村上不二夫（「ドーンと引き受けます」のコーナー）であることに気付いた。この際、北野が村上不二夫を明治大学の先輩だと発言していた。
  - このコーナーで丸川が泡盛を飲み過ぎて冷静さを欠き、笑いが止まらず喋れなくなるハプニングがあった[8]。
  - その後、2009年（平成21年）7月の「20周年記念スペシャル」で当コーナーが復活[9]。この時は過去の傑作VTRに加え、過去に登場したゲストが再び出演した。2009年（平成21年）9月21日の「3時間スペシャル」でも再登場した[10]。
  - 2010年（平成22年）1月11日の「3時間スペシャル」でも当コーナーは復活[11] したが、司会は小川彩佳（当時テレビ朝日アナウンサー）に交代。

### ぶらり赤字列島の旅
- 旅人：木之元亮
- ナレーション：滝口順平→銀河万丈
- 不定期で放送。日本の箱物行政施設を追う。
  - このコーナーのタイトルは、日本テレビ系で放送中の紀行番組『ぶらり途中下車の旅』のパロディ番組。滝口はその番組でもナレーターを務めていた。
  - 2008年（平成20年）3月10日の放送では“本家”の阿藤快が登場した[12]。
  - 2010年（平成22年）8月2日の放送では「ぶらり事業仕分けその後の旅」を放送[13]。
- ナレーションを担当していた滝口順平が2011年8月29日に死去したため、その後は本番組のナレーターである銀河万丈がナレーションをする事となった。

### 痛快!!永田町時代劇（政界時代劇スペシャル）
- 人気コーナーの「永田町時代劇」では現在の政局の動きを時代劇ドラマでコミカルに描き平沢勝栄などの現職議員も本人役で出演し、ついに三宅まで出演するようになった。
- （肩書き）・（役名）：（モデルの人物）

#### 時代劇に登場する肩書き
- 将軍：内閣総理大臣
- 副将軍：副総理
- 側用人：内閣官房長官
- 外交奉行：外務大臣
- 防衛奉行：防衛大臣
- 養生奉行：厚生労働大臣
- 農水奉行：農林水産大臣
- 普請奉行：国土交通大臣
- 勘定奉行：財務大臣
- 幕政刷新奉行：行政刷新担当大臣
- 幕府戦略担当奉行：国家戦略担当大臣
- 飛脚奉行：郵政大臣
- 旗本：与党議員
- 藩主：野党党首
- 藩士：野党議員
- 大老：幹事長
- 必殺仕分け人：事業仕分け人

#### 菅藩：民主党
- 鳩山由紀之介：鳩山由紀夫（演：鳩山来留夫）
- 前大老・小沢一郎太：小沢一郎
- 普請奉行・前原誠司郎：前原誠司
- 岡田藩藩主・岡田克弥：岡田克也
- 将軍・菅隼人：菅直人（演：村野武範）
- 小沢藩家老・輿石南：輿石東
- 渡部恒蔵：渡部恒三
- 小沢藩藩士・野田佳比古：野田佳彦
- 将軍をめざす男・河村たかし：河村たかし（本人出演）
- 小沢藩藩士・松原仁助：松原仁（本人出演）
- 小沢藩藩士・原口一広：原口一博（本人出演）
- 前原藩藩士・永田久康：永田寿康（以前は本人出演）
- 側用人・仙谷由太：仙谷由人
- 養生奉行・長妻明：長妻昭
- 側用人：平野博衛門：平野博文
- 幕政刷新奉行・舫蓮：蓮舫
- 大老・枝野幸之進：枝野幸男
- 旗本・高嶋良光：高嶋良充
- 旗本・樽床伸三：樽床伸二

#### 谷垣藩：自由民主党
- 将軍・福田康家：福田康夫
- 元将軍・小泉純七郎：小泉純一郎
- 安倍晋吾：安倍晋三
- 前側用人・与謝野薫：与謝野馨
- 武部勤守：武部勤
- 戦対奉行・古賀誠之助：古賀誠
- 元大老・加藤紘一郎：加藤紘一
- 元大老・山崎助：山崎拓
- 大老・中川安直：中川秀直
- 青木幹家：青木幹雄
- 元老中・中川昭一郎：中川昭一
- 麻生太郎兵衛：麻生太郎
- 谷垣禎右衛門：谷垣禎一
- 窯業奉行：柳澤伯太夫：柳澤伯夫
- 農水奉行・赤城徳家：赤城徳彦
- 農水奉行・遠藤武蔵：遠藤武彦
- 高村彦左衛門：高村正彦
- 勘定奉行・額賀福助：額賀福志郎
- 飛脚商人化奉行・竹中平造：竹中平蔵
- 元防衛奉行・九間章生：久間章生
- 元飛脚奉行・野田聖之介：野田聖子
- 元幕府外交特使・猪口邦姫：猪口邦子
- 旗本・佐藤ゆか里：佐藤ゆかり
- 将軍候補・小池百合之丞：小池百合子
- 谷垣藩家老・石破茂吉：石破茂
- 大老・細田博行：細田博之
- 谷垣藩藩士・平沢勝衛：平沢勝栄（本人出演）
- 旗本・山本三太：山本一太（本人出演の回もあり）
- 旗本・大村秀秋：大村秀章（本人出演）
- 旗本・松村太蔵：杉村太蔵
- 旗本・河野一太郎：河野太郎
- 谷垣藩藩士・小泉新次郎：小泉進次郎
- 谷垣藩藩士・谷川矢一：谷川弥一
- 谷垣藩藩士・西田正司：西田昌司

#### 神崎藩：公明党
- 神崎藩藩主・神崎武則：神崎武法

#### 亀井藩：国民新党
- 亀井藩藩主・亀井静家：亀井静香

#### 福島藩：社会民主党
- 福島藩藩主・福島みずほ：福島瑞穂

#### その他
- 元外交奉行・田中真紀姫：田中眞紀子
- 北の将軍様：金正日
- 堀衛門：堀江貴文
- 建築問屋・小嶋進之助：小嶋進
- 悪党党・大竹誠：大竹まこと
- お佐和：阿川佐和子（本人出演）
- 天下のご意見番・三宅久之介：三宅久之（本人出演）
- 南野知恵蔵：南野知恵子
- 小林興吉：小林興起
- 丸川珠世：丸川珠代
- 丸山和八：丸山和也
- 前筆頭与力・守屋武政：守屋武昌
- お幸の方：守屋幸子（演：阿川佐和子）
- 防衛問屋・宮崎屋：宮崎元伸
- 瓦版屋元締め・渡辺常雄（通称なべ常）：渡辺恒雄
- 天下り役人・勝家誠彦：勝谷誠彦
- 亜米利加国大統領：バラク・オバマ
- 大江戸飛脚問屋主人・斎藤次郎吉：斎藤次郎
- 大阪城城主・橋本徹平：橋下徹
- 将軍・細川盛煕：細川護煕
- 小谷亮子：谷亮子
- 三原じゅんこ：三原じゅん子

勝谷は2008年のエイプリルフールに「衆議院選挙に立候補します」というメールを流したとき、選挙ポスターとして、このときの時代劇の扮装の写真を使ってオチにしていた。

### 視聴者参加公開タックル
題名同じ。放送日は1993年（平成5年）12月6・13日。ゲストは結城哲也（前半）・春日了（後半）。番組内で行われる議論に対し異議を持つ視聴者が多く番組に送られた視聴者からの手紙にも実際に番組の議論に参加したいと言う希望が多く寄せられたため、番組内で参加希望者を募り実際に番組に出演させた。
相当な数の参加希望の応募があったため、番組スタッフによるオーディションが行われた。まず「女の幸せは男で決まるか?」等の番組側が用意した題目に対し、自分の意見を文章にして送らせた。その中から番組出演に十分耐えると判断される者を選び出し、次は筆記と面接による選考が行われた。このようなオーディションを行った結果、10代から50代までの各世代でそれぞれ10人が「世代代表」として選考され通常の番組と異なりスタジオ内に各世代を分けてレギュラー出演者と対面に座らせるセットが造られそのセットに参加者を座らせ番組が収録された。
普段はテレビで見る出演者がすぐ自分たちの目の前いるためか若い世代の参加者が緊張して、収録開始直後は発言数が極端に少なく盛り上がりに欠けた。特に10代を代表する参加者の消極的な態度に司会者の東ちづるが不満を漏らす場面もあった（放送時はカット）。収録が進むにつれ次第に場の雰囲気に慣れたためか、参加者の発言は収録後半になるほど活発になった。しかし収録終了後、多くの参加者が自分の意見を十分に言えなかったことを悔やんだ。
40 - 50代の参加者で、司会者に代わり番組を仕切り勝手に議題を提案したり他の参加者へ感情をあらわに非難する者もみられたが、それらに司会者やスタッフが無難に対応し、番組側の“仕込み”だったのではないかと印象を抱く者もみられ、これらの場面は放送されなかった。参加者全員に1万円の出演料が足代として支払われた。
番組収録の終了後、ビートたけしは「今回の収録は、番組スタッフも参加者も（視聴者参加型という企画に）慣れていない面があった。次回の同企画ではもう少しスムーズにできるのではないか」という意の感想を述べた。

### つぶやきシローの日本の頭痛
1997年ごろに放送。つぶやきシローが日本全国で問題を抱えている場所を尋ねてみるコーナー。

### たけしのコレってどーなの!?
2010年8月9日放送分から放送開始。たけしが疑問に思っていることをフリップを元に紹介するコーナー。

### 喫煙コーナー
1997年ごろから放送。エンディングの直前にビートたけし・大竹まこと・ヒロミの3人でスタジオ出口付近に設置してある灰皿にたむろして、たばこを吸いながら、討論のこぼれ話などを語り合うコーナー。ヒロミが出演しない回は、ビートたけしと大竹まことの二人でトークを展開していた。エンディングテーマ曲が討論に合わせて歌が流れる方式に変更された回以降、放送されていない。

## 主な出来事（エピソード・ハプニング）

### 1990年代
- 1991年（平成3年）から田嶋陽子がよく出演し女性問題などを扱って他のパネリストとバトルを繰り広げ、特に舛添要一と嵐山光三郎の2人は罵り合いになった。2001年（平成13年）に田嶋が参議院議員選挙に立候補した際は立候補前に田嶋が出演した収録分から編集により田嶋の出演を削る事で対処、後に選挙活動の密着取材を放送。
- 1994年（平成6年）にビートたけしがバイク事故で番組を欠席している間、当時のサブ司会者の東ちづるを中心に前述の特別ゲストがたけしの代役を務めた。
  - その間、当時のオープニングCGではたけしの顔が縦半分に割り「TV」と出てくる部分も欠席期間中は一部修正されたがたけし復帰時初回から数回は片目に眼帯が付けたものに修正された。
- 1996年11月18日放映の回「幼児性犯罪時代──狙われている子供たち」では、幼児に対する性犯罪の世界的増加が取り上げられた[14]。その中で舛添要一が

と発言した（（ピー音）に「気違い」が入ることは自明であった）。これに対し、ビートたけしが
と応じた。このやり取りが全国障害者解放運動連絡会議や全国精神障害者家族会連合会など120もの精神障害者団体から抗議を受け、12月2日の回の最後では局アナが謝罪文を読み上げ、12月3日にテレビ朝日社長の伊藤邦男が定例会見で謝罪した。障害者団体が最も強く求めたのは、肝心の舛添やたけしによる謝罪であったが、テレビ朝日側は「あくまで編集ミスであり、局の責任である。二人に謝罪は求めない」との立場に終始し、二人は結局謝罪していない。
- 1997年（平成9年）に番組内でパネラーの1人が「参議院なんていらない」と参議院不要論とも受け取れる発言をしたことで当時参議院自民党の実力者であった村上正邦から抗議を受ける。
- オウム真理教事件が起きる前、番組全編がたけしと麻原彰晃の対談だった回がある。
- UFOやミステリーサークルなどの超常現象のテーマが人気となり、超常現象肯定派と否定派に分かれ激しいバトルを繰り広げた。その中で「ノストラダムスの大予言」の話題に乗じて世紀末の予言に関するテーマを放送、様々な予言者・研究家が出演した。1998年（平成10年）12月31日に特番で『世紀末スペシャル・ノストラダムスの大予言』を放送。それ以降2005年（平成17年）まで毎年大晦日に特番で『超常現象スペシャル』を放送するのが恒例となる。1998年（平成10年）から2004年（平成16年）までの平均視聴率は8.1%。
- 2001年（平成13年）まではエンディングテーマ曲が流れる前に「あなたの御意見をお寄せ下さい」というテロップが出ていた。テレビ朝日までハガキで意見を募集するものだった。2023年現在は出ていない。

### 2000年代
- 2001年（平成13年）1月ごろ、裏番組であった、『愛の貧乏脱出大作戦』の影響により、同年秋に打ち切りが検討される。しかしその年の4月に小泉政権が誕生し「小泉人気便乗企画」と銘打って政治・選挙の特集を放送したところ視聴率が上がったことからそれ以降政治的な内容を扱う事が多くなり、ゲストも主に現職国会議員や三宅久之などの政治評論家などが出演するようになる。
- 2002年（平成14年）と2003年（平成15年）は同局『これマジ!?』で取り上げられたアポロ計画陰謀論が中心。毎日放送の深夜番組『たかじんONE MAN』（関西ローカル）にゲスト出演していた東国原英夫が「本人（ビートたけし）は（このテーマを）嫌がってますもん」とテレビ朝日側に苦言を呈していた。
- 2003年（平成15年）9月15日放送分において、藤井孝男衆議院議員（当時）の拉致問題に関する国会発言を意図的に編集し、不規則発言を行ったかのような誤った印象を視聴者に与えたとして、翌2004年6月22日付で総務省から厳重注意の行政指導を受けた[15]。
- テレビ朝日もマンネリ解消とたけしへの配慮を考えたのか2006年（平成18年）は『超常現象スペシャル』が12月30日18時台後半-20時台に繰り上げられ、大晦日は『政界スペシャル』が20時から3時間放送された。その『政界スペシャル』のサブタイトルが「紅白なんかぶっとばせ」となったことに関しては、たけしが完璧に呆れていたといわれている。2007年（平成19年）は30日に『超常現象スペシャル』は放送したが、大晦日の夜はよゐこがメインの『いきなり!黄金伝説。』ベースの特番（翌年（2008年）は『クイズプレゼンバラエティー Qさま!!』）を放送。10%超の高視聴率をマークした。2008年（平成20年）も『超常現象スペシャル』は3年連続同枠で放送。2009年（平成21年）は12月23日に繰り上げられた。
- 緊急報道時に次番組の『報道ステーション』が繰り上げ放送となり『TVタックル』が休止となる場合があり、これまでに2005年（平成17年）8月8日の郵政解散、2006年（平成18年）1月23日のライブドア元社長堀江貴文らの逮捕、2007年（平成19年）7月16日の平成19年（2007年）新潟県中越沖地震で3回休止となっている。2008年（平成20年）9月1日は福田康夫首相が『TVタックル』放送中の21:30ごろに辞任を表明。このため途中で「TVタックル」を中断、そのまま『報道ステーション』繰り上げとなった。このほか2009年（平成21年）3月9日は当初放送する予定であったが「2009 ワールド・ベースボール・クラシック」が60分延長に伴い休止となり、そのまま『報道ステーション』を放送した。
- 2009年（平成21年）7月6日に20周年を迎え、3週連続でSP企画が放送された。

### 2010年代
- 2010年（平成22年）1月17日、『どーする?!TVタックル』時代より、長年当番組のナレーションを務めた郷里大輔が急逝。翌日・1月18日の放送分のナレーションは収録済みだったため、普段通り放送された（ジャンクションと一部のナレーションを郷里が担当）。
  - 1月25日放送分から郷里が担当していた部分のナレーションを、二代目の今村直樹が引き継いだ（ただし1月25日放送分の予告編は郷里が担当）。同放送のEDでは、郷里の死去に対するお悔やみの言葉を、江口のナレーションを添えて放送した（番組タイトルロゴをぼかした画面を背景に、追悼テロップを表示）。
- 2010年（平成22年）7月5日放送分からアナログ放送では、2011年（平成23年）7月24日正午の地上デジタル放送への完全移行を前提に、16:9レターボックス放送に移行した。
- 2011年3月14日は東日本大震災発生に伴い、『報道ステーション拡大版』を放送したため休止となった。
- 2011年4月11日の3時間スペシャルの後半は生放送だったが、放送はCM中に地震が発生し、たけしと東国原英夫の2人が椅子に隠れた。
- 2012年（平成24年）4月2日長らく字幕放送が行われていなかったが、当日放送分の「三宅久之マル秘卒業記念3時間スペシャル」から字幕放送が開始された。
- 2013年（平成25年）2月10日、日曜21:00 - 23:10（本来の『日曜洋画劇場』枠）で、『ビートたけしのプレミアTVタックル』が放送された。2月4日ならびに2月11日のレギュラー放送が2週連続で休止されたことに対する事実上の代替となった。
- 2013年（平成25年）5月13日、3週間振りの放送は、史上初の『もしものシミュレーションバラエティー お試しかっ!』・『クイズプレゼンバラエティー Qさま!!』との合体3時間スペシャル。当番組に『Qさま』から「プレッシャーSTUDY」メンバーのやくみつると石原良純がゲスト出演した。
- 2013年（平成25年）5月20日から6月10日までの4週はいずれも通常放送であったものの、テレビ朝日他一部地域のみ20:58開始のフライングスタートとなった。通常放送がフライング体制となったのは2001年9月以来11年8ヶ月振り（このときは系列局全局で20:54開始であった）。ただし21:00までは当日の放送内容を紹介し、21:00から大半の地域が飛び乗り、本編開始となった。『お試しかっ』や『Qさま』の3時間SPで3週休止した後、同年7月1日放送分から再び21:00開始に戻る。
- 2013年（平成25年）12月9日、11月29日から始まったテレビ朝日開局55周年記念番組『55時間テレビ』のラストとして、23:15 - 翌0:15（本来のネオバラエティ枠）で「特別編 たけしの知らないニュース2013」として放送。
- 2014年（平成26年）3月31日、この日よりネオバラエティ枠にて放送。同時にモノラル制作（モノステレオ放送）からステレオ制作（フルステレオ放送）に変更された。
- 2014年（平成26年）9月1日、「ロリコン・暴力 アニメ規制は必要か？」というテーマを放送した後日、規制賛成派に対して批判の声が相次いだ上に、殺害予告のツイートが投稿された[16]。
- 2014年（平成26年）12月28日、29日が『有吉お笑い大統領選挙』のためにレギュラー放送が休止になる代替として、『日曜エンターテインメント』（日曜21:00 - 23:54[注 7]）で爆笑問題をゲストに迎えての『ビートたけしのTVタックル 2014年!オレたちのお騒がせニュース3時間SP!』を放送。日曜21:00での放送は2013年（平成25年）2月10日放送の『プレミアTVタックル』以来で、『日曜エンタ』枠では初。
- 2015年（平成27年）4月5日、『日曜エンターテインメント』で『TVタックル特別編 たけし×爆笑問題が最新お騒がせニュースをメッタ斬り!SP』を放送。
- 2015年（平成27年）5月25日、『巨乳は損？』と題してゲストにNHK沖縄に所属する竹中知華アナウンサーとフリーアナウンサーの古瀬絵理が登場して巨乳で大変だったエピソードについて語った。[17]
- 2015年（平成27年）12月27日、20:54 - 23:24に『ビートたけしのTVタックル 年末スペシャル』を放送。同日18:57 - 20:54の『超常現象SP』と合わせて『ビートたけし超常現象&TVタックル!!年末最強の激論SP』の第2部として放送。
- 2016年（平成28年）12月25日、通常放送とは別に18:57 - 23:10に『ビートたけしのTVタックル たけし&爆笑問題がメッタ斬り!2016をザワつかせた30人』を放送。
- 2017年（平成29年）12月24日、通常放送とは別に18:00 - 21:00に『ビートたけしのTVタックル たけし&爆笑問題がメッタ斬り!2017をザワつかせた50人』を放送。
- 2018年（平成30年）6月17日、『日曜プライム』（21:00 - 23:05）でこの日の通常放送とは別に『ビートたけしのTVタックル 米朝会談ついに実現!元防衛相石破&稲田が緊急参戦SP』を放送。
- 2018年（平成30年）9月30日、通常放送とは別に18:30 - 20:54に『ビートたけしのTVタックル 詐欺&盗聴の最新悪質手口徹底的にバラしてやるSP』を放送。
- 2018年（平成30年）12月23日、通常放送とは別に18:30 - 23:10に『ビートたけしのTVタックル たけし&爆笑問題がメッタ斬り!2018をザワつかせた50人』を放送。
- 2019年（平成31年）4月28日、この日の放送をもって平成最後の放送となった。
- 2019年（令和元年）5月5日、令和最初の放送。
- 2019年（令和元年）7月7日、放送開始30周年の放送。
- 2019年（令和元年）9月1日、通常放送とは別に18:30 - 19:58に『ビートたけしのTVタックル 東京・神奈川・千葉・埼玉 事故多発交差点ワースト10全部調べます!全国交通事故ミステリーSP』を放送した[注 8]。
- 2019年（令和元年）12月21日、19:00 - 21:54に『ビートたけしのTVタックル たけし&爆笑問題がメッタ斬り!2019をザワつかせた50人』を放送した。
- 2020年（令和2年）3月22日、18:30 - 20:56に『ビートたけしのTVタックル “新型コロナ"感染症の専門家が大激論SP』を放送した。

## 受賞歴
- 2002年（平成14年)第19回ATP賞テレビグランプリ「小泉人気便乗企画第3弾!こんなハズじゃなかった ヤバイぞニッポンの政治!?」 情報・バラエティ部門最優秀賞ののち、「ドラマ」「ドキュメンタリー」「情報・バラエティ」の3ジャンルの中からグランプリに決定。
- 2014年度月間ギャラクシー賞・4月度 - 「踊れない国ニッポン!ここがヘンだよ風営法SP」（2014年4月21日放送）に対して

## その他
- 2008年（平成20年）3月10日の放送では東国原英夫がその席がビートたけしの右側（たけし側基準で左側）に座ったため、たけしが「『風雲!たけし城』（TBS系列で放送）みたいだな」と言った。
- 2010年（平成22年）4月19日の放送では、ゲスト出演者が麻生太郎前（当時）内閣総理大臣と島村宜伸のみで番組が制作・放送された。他の与党国会議員が居ない中での番組放送は、これまでに無い異例の出来事であった。

## スタッフ

### 歴代ナレーション
近藤以外はいずれも声優・ナレーター。
- 郷里大輔 → 銀河万丈
- 広中雅志
- 八奈見乗児
- 来宮良子
- 鶴ひろみ
- 遠藤みやこ
- キートン山田
- 中江真司
- 佐藤正治
- 寺瀬今日子
- 松井菜桜子
- 皆口裕子
- 日髙のり子
- 矢田耕司
- 曽我部和恭
- 加藤精三
- 麻生美代子
- 増岡弘
- 田中亮一
- 谷昌樹
- 今村直樹
- 根岸朗
- 服部潤
- 近藤サト（アナウンサー・ナレーター）
- 中井和哉

### 現在（2025年7月以降）
- ナレーター：銀河万丈（郷里大輔の後任、一時離脱 → 復帰）【毎週】[注 9]、津野まさい、野田圭一、平井啓二（野田・平井 → 一時離脱 → 復帰）【週替り】
- 構成：安田聡太、岡伸晃
- TM：大槻和也（テレビ朝日）
- TD/SW：平野友章（以前は技術→SW→TD/SW→CAM→SW、一時離脱 → 復帰）、時田将光（以前はCAM）【週替り】
- TD/SW/CAM：石井豪、高橋広（高橋→ 一時離脱）【週替り、回によって異なる】
- CAM：福元昭彦、穴沢康至、藤原朋巳、石黒康一（テレビ朝日）、蝦名岳文、神村美穂、桝田茂雄（福元 → 以前はTM → 一時離脱、藤原〜桝田 → 一時離脱 → 復帰）【週替り】
- VE：齋藤弘幸(宏)、細谷公助、弓立寛子、東那美、平田壮之介、木村朋宏、鈴木太作、喜多浩介、樋口優介（齋藤～樋口 → 以前はVTR、齋藤・鈴木・樋口 → 一時離脱）【週替り】
- VTR：瀬尾将太、時見正和、菅原功暉、坂野遼太郎、服部正邦、澤田翔平、伊藤洋人、中村凌、月原佑基、奥山凌平、山本夏実、橋本潤、増田百恵、二宮紗耶、谷村拓哉、苫米地要二、橋口司、工藤久哉、古田瞬（服部～月原・苫米地・橋口 → 一時離脱 → 復帰、山本・橋本 → 以前はVE）【週替り】
- 音声：林田群士（一時離脱 → 復帰）、江尻和茂、福田涼平【週替り】
- 照明：宮内貴生・井場琢哉（共立）【週替り】
- 美術：井磧伸介（テレビ朝日）
- デザイン：前田香織
- 美術進行：小川憲昭、久保山真未
- 大道具：松岡美都司
- 小道具：鶴田しのぶ
- 電飾：柴山潤
- 花装飾：松井達彦
- ヘアメイク：川口カツラ店
- 編集：中西祐介、成田綾香【週替り】
- MA：前田悠貴、谷澤宗明（前田・谷澤→一時離脱→復帰）、鳥羽隼輔【週替り】
- 選曲効果：竹科俊至
- TK：西岡八生子（ニケデス）【毎週】、塚越倫子【週替り】
- 編成：高橋佑輔・大塚脩平（テレビ朝日）
- 宣伝：髙橋夏子（テレビ朝日）
- デスク：原利加子（テレビ朝日、一時離脱 → 復帰）
- 協力：株式会社インターオフィス、TSP（TSP→2016年4月3日 - ）、/tv asahi create（create→以前は美術協力）、ロッコウプロモーション、東京オフラインセンター
- 制作協力：GOLDSHIP（2017年4月9日 - ）、Rippte（2019年4月7日 - ）、T.Nゴン（2021年10月 - ）
- AD：佐々木宏之、福野紗也、関谷俊宏、石井美幸、小林慎治、橘亮太郎、山崎文菜、下村泰成、清水樹、徳永雄大、藤木凛莉、佐藤泰介、黒瀧彩花、頴娃果林、古川裕一郎、内田理奈、上間飛奈、松村侑生子、平田颯真、南川若菜、小﨑ひなた、牧千鶴、桑田由真、大西千香、加賀爪勇希、辻一樹、ミックナイト紫苑、江川美郷、浅井利音、實村花、金尾響、佐々木佑羽、佐藤大亮、原島恵珠、鎌田悠矢、早瀬大、林輝海、矢野ほの和、飯野亜美、田中芽生、泙野航兵、松澤奏太、秋葉竜也、巴莉古、柏木未來、上間飛奈【週替り】
- AP：小田敬（テレビ朝日）、宮崎浩子（宮崎 → 以前は制作進行）【毎週】、佐々木千秋（一時離脱 → 復帰）、長岡由梨子、藤田綾（藤田 → 以前はAD）、山本伶奈【週替り】
- ディレクター：久保寛臣、西野昇三、福永和哉、小林賢一、宮部智泰、石岡孝利、真鍋晋作、常本琢紹、大岡慎介、藤倉健太郎、髙橋政光、佐藤航平、合澤秀信、田中淳也（以前はAD）、小谷幸生、大熊義紹、赤石貴弘、菅原裕和、一色凌（以前はAD）、野口雅樹、樋本淳、倉橋雄亮、初野沙織、今村光宏、藤野智光、宮元淳典、細野真孝、利元智幸、今津悠太、米澤暁宏（以前はAD）（赤石・樋本→一時離脱→復帰）【週替り】、堀脇慎志郎【毎週】
- 演出：奥田隆英、幅田啓之（奥田・幅田→共に以前はチーフディレクター → ディレクター）
- プロデューサー：松本能幸（テレビ朝日、以前はプロデューサー → PD）、宮下賢治・勝部愛（Rippte、宮下→以前はディレクター→チーフディレクター、一時離脱、勝部→以前は毎週AP）【毎週】、伊織秀二（TAIGA PRO）、穴澤利香・斎藤康平（GOLDSHIP、斎藤→以前は週替りAP）【週替り】
- ゼネラルプロデューサー：小田隆一郎（テレビ朝日、2025年7月6日 - ）
- 制作：テレビ朝日ビジネスソリューション本部 コンテンツ編成局第1制作部
- 制作著作：テレビ朝日（2014年3月までが制作名義、2014年3月31日からは制作著作名義）

### 過去のスタッフ
- 制作 → 制作協力：オフィス・トゥー・ワン（月曜21時台の2014年3月まで）、ViViA → テレビ朝日映像（2014年3月31日-2019年3月）、MB（MB → 2017年4月9日-2019年3月）、TAIGA PRO（2019年4月7日 - ）
- ナレーター：郷里大輔（1989年7月3日 - 2010年1月18日）、広中雅志、今村直樹（2010年1月25日 - 3月?）、根岸朗(10年3月‐4月)、神田和佳、遠藤みやこ、来宮良子（SP時）、服部潤、近藤サト（両氏とも2014年3月31日 - 2015年9月21日）、中井和哉（2015年9月28日 - 2016年3月?）、橋詰知久
- 制作：皇達也（テレビ朝日、1989年7月 - 1990年3月、企画クレジット回有り）
- ゼネラルプロデューサー：山下浩司（テレビ朝日、2009年7月 - 2010年3月）、藤井智久（テレビ朝日、2011年7月11日 - 2017年3月）、寺田伸也（テレビ朝日、2017年4月 - 2023年7月2日、以前はGP → 一時離脱 → プロデューサー → プロデューサー・演出）、髙橋正輝（テレビ朝日、2023年7月9日 - 2025年6月29日、高橋名義で以前は編成→一時離脱）
- チーフプロデューサー：北村英一（テレビ朝日、番組参加当初はプロデューサー → チーフプロデューサー → 企画）、澤將晃（テレビ朝日、番組参加当初はディレクター → AP → プロデューサー）、山本隆司（テレビ朝日、2013年7月1日まで、番組参加当初はプロデューサー）
- プロデューサー：東卓夫・太田伸・渡辺実・谷村幸治・蓮実一隆・加藤佳子・寿崎和臣（テレビ朝日）、こもだ(薦田)義邦・日比野研・大熊一郎・菅井尚伸（オフィス・トゥー・ワン）、中島郁・惣部潔・井上和政・柳沼誉・田﨑裕之（ViViA、井上 → 2016年8月14日 - 2017年3月）、平出さとし、渡邉修一郎（MB）、伊波智紀
- 構成：関秀章、関根清貴、伊藤正宏、腰山一生、大村たかゆき、藤沢めぐみ、橋秀徳(憲)、清水正人、村上卓史、水野しげゆき、おちまさと、平岡秀章、富樫佳織、ダンカン、川原慶太郎、橋克弘、藤原昭彦、吉村幹彦、森光司、オグロテツロウ、堀田延、須平敦宣、山際良樹、北本かつら、町田裕章、そーたに、渡邊健一、工藤ひろこ、河合秀仁（渡邊・河合 → 一時離脱→復帰）
- 総合演出：中川圭一郎（オフィス・トゥー・ワン、以前はディレクター → プロデューサー）
- 演出：滝川均（オフィス・トゥー・ワン、以前はプロデューサー）、安田真一郎（安田→2016年4月3日 - 2017年3月）
- ディレクター：千葉啓一、本永巳樹、伊世憲造、新井三郎、小林浩司、野崎高伸、水落誠一、山下慎一郎、高橋伸治、鈴木章浩、中山剛、高砂佳典、瀧川治水、阿部欣司、佐藤文彦（佐藤 → 演出の回あり）、酒見幸浩、池山聡子、河島正三郎、中西恒夫、飯島政紀、塚本恭史、関英一、後藤直純、須田基之、小野努、大貫陽、西谷淳、海老澤和也、藤岡秀万、小松生(知)子、細田和也、原卓也、坂内正人、辻野伸行、滝口佳祐、北村英樹、大竹一輝（滝口・大竹 → 以前はAD）、黒田長憲、西山和利（以前はAP）、四戸美穂、閑和明、鷹中亮介、椛山陽、衣笠敦、小林美鳥、日馬太郎、高橋和一、中谷和之、佐瀬智春、小関絢也、蛭間鉄平、三間康秀、安川雅裕、鹿山正浩、堀武史、大池典和、佐々木良、柴田徹郎、瀧田誠、茂木孝太、山川泰一、由利仁、江田亮斗(人)、横関剛、近藤貴浩、十川利春、白井法子、髙根伸寿（髙根→以前はAD）、須藤隆之、遠間善一、根本教彦、丸山耕弥、栗﨑圭悟、南川尚人、松下浩二、中山和樹、松田誠、武井秀人、田㟢健祐、林浩平、清水悠介、小松聡 / 渡邊伸、後藤北斗（後藤 → 毎週担当）
- AP：松井英光（テレビ朝日）、高橋良美、井上篤史、岡野暁（一時離脱 → 復帰）、久秋伸雄
- AD：安藤耕介、塚平敬司、小林恵、黒石岳志、溝田和史、高山和也、山瀧祥子、佐藤航志、小林恵、西山和行、宮沢志歩、松山純子、内田洋輔、三浦敦子、宮崎洋平、伊藤大、長島美穂、西田元気、中松謙介、安達優貴、茂木玲央来、福士恭平、荒木恵、臼井梨恵、駒奈穂子、鈴木彰、大西千香、板橋周平、松永力、青野悠菜、浅野紘也、大坪(平)理佳、的場翔太、山井拓也、新崎康快、山城圭、今津悠太、横川大夢、須田梨紗子、村上聖宜、大澤耕也、村岡美子、石山詔一、吉田拓実、村上友萌、長内拓、溝口昇平、金杉ゆかり、川名洋平、長島有希、横山美希、三宅拓也、柳千晶、佐藤良信、井上浩好、金城万利郎、外山隼、那須愛美、小川渚、白井拓人
- 制作進行：横山直子、西村瑞穂
- キャスティング：鈴木美江子
- リサーチ：CUBE、T2ファージ、ビスポ
- 編成：金澤美保・遠藤華子・林雄一郎・宮田奈苗・吉見尚子・西山隆一・澤井尚子・森大貴・吉村周・池田佐和子・島川博篤・西岡佐知子・須藤なぎさ・高橋陣・田中真由子・小谷知輝・北田暢子・岡村地郎・熊谷和也・清水正太郎・辻慈生・土井泰樹（テレビ朝日）
- 広報：森田兆基・池田慶介・佐藤佳則・小林直紀・小泉善太郎・太田正彦・保坂正紀・中村雪浩・曲尾有香・村上弓・望野智美（テレビ朝日）
- 宣伝：坂内雅弘・石野貢・椿本晶子・吉原智美・堀場綾技子・松本基弘（テレビ朝日）
- WEB：荒木美住・織田笑里（テレビ朝日）
- デスク：栗橋玲子・市川聡子・小林裕美子・前野志帆・由利倫梨子（テレビ朝日）
- 技術：テイクシステムズ
- TM：大島秀一、太田憲治、久保田春記、後藤祐一郎、森山顕矩（テレビ朝日）
- TD：斉藤紘志
- TD／CAM：宮内大翼（テレビ朝日、以前はTM）
- SW：本郷勝利
- カメラ：中司武史、小野寺享、古橋稔、西村佳晃、住田清志（西村・住田 → 共にSWの回あり、住田 → 一時離脱 → 復帰）、渡辺晃一、中島祥郎、栗林克夫（栗林 → 一時離脱 → 復帰）、渡邉良平、千ヶ崎裕介
- VE：勝又章浩、勝屋一朗、宮越直幸、小松淳、渡邊由香
- VTR：佐藤淳太、小林孝太郎、斉藤美和子、本田親良、小川博、中田啓介、菅原将、田邊斉、青木和敬、岡村亮、斉藤竜也、三好由莉子、柳澤満（柳澤 → 以前はVE）、小林恭大、赤坂大輔、伊藤和博、小林祐輝、北本崇、仁藤諭、元木三衣奈、飯島峻太、佐藤広太、梅田朋美、稲毛彩乃、山田由香（山田 → 以前はVE → 一時離脱）、櫻井優、菅野明弘、駒井譲、田辺帆風、渡部彪、中村優介、山﨑香歩、松村綾香
- 音声：中村政夫、中本清、志村剛、藤本樹恒
- 照明：田中晴夫・江口義信・中野照規（共立）
- ロケ技術：オムニバス・ジャパン、インフ
- 美術制作：石井直澄、黒目樹司、猪俣正隆（猪俣 → 以前は美術進行）、吉木崇、森つねお
- セットデザイン：宇家譲二、濱野恭平、加藤由紀子、小林千映（テレビ朝日）/ 小川由紀夫〔SPのみ〕
- 美術進行：亀井直子、髙木由樹、野口香織、楢﨑仁志、十時健太、朝倉夕貴
- 大道具：尾和敏明、粟津歳(綾)、真次智樹、高子昌樹、内山直人、池田千尋、高田一則、小塚信人、小山龍太、松本寿久、森田亘、中沢誠、木村朔也、橋本海
- 小道具：東条綾乃、青木正幸、白鳥泰司、相澤潤一郎、勝山誠、塚谷将朗、宮本恵美子、加藤美佑、堤啓、斉藤佳穂、髙﨑香織、南本怜那
- メカニック：高橋友之、八木澤市朗(郎)（テルミック）
- 電飾：青羽亮、ワンダーライト、古居久美子、三木貴司、鶴岡栄二
- メイク：北森久光、重原純子、上原幸子、杉山和子、関口裕子、古宿沙織、松尾智子、甲斐女衣花
- モニター：村松裕章、下園拓也
- マルチモニター：奥山航（以前はモニター）
- オープニングCG：マックレイ、田辺潤一郎、4d、蒲池高志、加藤朱美
- タイトルCG：EDEL JAPAN
- CG：小林宏嗣（テレビ朝日）、大森清一郎
- 選曲効果：白根沢修・梅津承子（エッグノッグ）/ 窪村友絵、久坂惠紹（戯音工房）/ 宮本陽一（宮本 → 一時離脱 → 復帰）
- 編集：須藤康則、佐藤敦哉、辻泰治、細川孝幸、廣川良一、織田淳一、清水良浩、秋田正樹、瀬戸口靖治、安田裕禎（麻布プラザ）/ 室井智之、清水堅介、手塚貴幸、中島拓也
- MA：伊藤敬一（麻布プラザ）/ 佐藤真美、石川幸人、井上滋（井上 → 一時離脱 → 復帰）、田中陽一郎、豊田紗佑里、石橋侑也
- 調査：プロポ、スコープ
- リサーチ：ワンバイワンプラス
- 協力：オフィス北野

## ネット局と放送時間
2023年7月2日から
- 昼枠時代（2016年4月3日以降）は、前番組『サンデースクランブル』と同様に、全編ローカルセールス枠での放送になるため、テレビ朝日以外の通常時同時ネット局でも臨時非ネットまたは後日振替放送に変更する場合があり、時差ネットおよび遅れネット局でも臨時同時ネットまたは後日振替放送あるいは非ネットまたは通常より数時間繰り上げでの放送（当該時間帯にゴルフ中継などの特別番組がある場合）にそれぞれ変更する場合がある。
- 日曜12時台に枠移動した2016年4月3日以降のネット状況について記す。

| 放送対象地域   | 放送局                   | 系列           | 放送時間                     | ネット状況 | 備考                          |
| -------------- | ------------------------ | -------------- | ---------------------------- | ---------- | ----------------------------- |
| 関東広域圏     | テレビ朝日（EX）         | テレビ朝日系列 | 日曜 12:00 - 12:55           | 【制作局】 | 【制作局】                    |
| 北海道         | 北海道テレビ（HTB）      | テレビ朝日系列 | 日曜 12:00 - 12:55           | 同時ネット |                               |
| 青森県         | 青森朝日放送（ABA）      | テレビ朝日系列 | 日曜 12:00 - 12:55           | 同時ネット |                               |
| 岩手県         | 岩手朝日テレビ（IAT）    | テレビ朝日系列 | 日曜 12:00 - 12:55           | 同時ネット |                               |
| 宮城県         | 東日本放送（khb）        | テレビ朝日系列 | 日曜 12:00 - 12:55           | 同時ネット |                               |
| 秋田県         | 秋田朝日放送（AAB）      | テレビ朝日系列 | 日曜 12:00 - 12:55           | 同時ネット |                               |
| 山形県         | 山形テレビ（YTS）        | テレビ朝日系列 | 日曜 12:00 - 12:55           | 同時ネット |                               |
| 福島県         | 福島放送（KFB）          | テレビ朝日系列 | 日曜 12:00 - 12:55           | 同時ネット | [ 18 ]                        |
| 新潟県         | 新潟テレビ21（UX）       | テレビ朝日系列 | 日曜 12:00 - 12:55           | 同時ネット |                               |
| 長野県         | 長野朝日放送（abn）      | テレビ朝日系列 | 日曜 12:00 - 12:55           | 同時ネット |                               |
| 静岡県         | 静岡朝日テレビ（SATV）   | テレビ朝日系列 | 日曜 12:00 - 12:55           | 同時ネット |                               |
| 石川県         | 北陸朝日放送（HAB）      | テレビ朝日系列 | 日曜 12:00 - 12:55           | 同時ネット |                               |
| 中京広域圏     | メ〜テレ（NBN）          | テレビ朝日系列 | 日曜 12:00 - 12:55           | 同時ネット |                               |
| 近畿広域圏     | 朝日放送テレビ（ABC TV） | テレビ朝日系列 | 日曜 12:00 - 12:55           | 同時ネット | [ 注 11 ] [ 注 12 ]           |
| 香川県・岡山県 | 瀬戸内海放送（KSB）      | テレビ朝日系列 | 日曜 12:00 - 12:55           | 同時ネット | [ 注 13 ]                     |
| 愛媛県         | 愛媛朝日テレビ（eat）    | テレビ朝日系列 | 日曜 12:00 - 12:55           | 同時ネット |                               |
| 広島県         | 広島ホームテレビ（HOME） | テレビ朝日系列 | 日曜 15:25 - 16:20           | 時差ネット | [ 注 14 ]                     |
| 大分県         | 大分朝日放送（OAB）      | テレビ朝日系列 | 日曜 15:25 - 16:25           | 時差ネット | [ 注 15 ] [ 23 ]              |
| 鹿児島県       | 鹿児島放送（KKB）        | テレビ朝日系列 | 日曜 15:30 - 16:25           | 時差ネット | [ 注 15 ] [ 注 16 ] [ 注 17 ] |
| 熊本県         | 熊本朝日放送（KAB）      | テレビ朝日系列 | 日曜 16:30 - 17:25           | 時差ネット | [ 注 15 ] [ 注 18 ]           |
| 沖縄県         | 琉球朝日放送（QAB）      | テレビ朝日系列 | 日曜 16:30 - 17:25           | 時差ネット | [ 注 15 ] [ 注 19 ]           |
| 長崎県         | 長崎文化放送（ncc）      | テレビ朝日系列 | 日曜 16:33 - 17:30           | 時差ネット | [ 注 15 ] [ 23 ]              |
| 山口県         | 山口朝日放送（yab）      | テレビ朝日系列 | 日曜 16:35 - 17:30           | 時差ネット | [ 注 15 ] [ 23 ]              |
| 福岡県         | 九州朝日放送（KBC）      | テレビ朝日系列 | 火曜（月曜深夜） 1:20 - 2:15 | 遅れネット | [ 注 20 ] [ 23 ]              |

### 過去のネット局
- 山梨放送（YBS・日本テレビ系列）
- 北日本放送（KNB・同上）[24]→富山テレビ（BBT・フジテレビ系列）[25]→（一旦中断、放映権移動）→チューリップテレビ（TUT・TBS系列）[注 21]
- 石川テレビ（ITC・フジテレビ系列）[注 22]
- 福井県：福井放送（FBC・日本テレビ系列）[注 23]
- 山陰中央テレビ（TSK・フジテレビ系列）
- 四国放送（JRT・日本テレビ系列）
- テレビ高知（KUTV・TBS系列）[注 24]
- 宮崎放送（MRT・同上）

### 放送時間の変遷
| 放送期間 | 放送期間 | 放送時間（JST）               |
| -------- | -------- | ----------------------------- |
| 1989.07  | 2000.03  | 月曜日 21:00 - 21:54（54分）  |
| 2000.04  | 2001.09  | 月曜日 20:54 - 21:48（54分）  |
| 2001.10  | 2014.03  | 月曜日 21:00 - 21:54（54分）  |
| 2014.04  | 2016.03  | 月曜日 23:15 - 翌0:15（60分） |
| 2016.04  | 2017.03  | 日曜日 11:55 - 12:55（60分）  |
| 2017.04  | 2018.03  | 日曜日 12:00 - 12:55（55分）  |
| 2018.04  | 2019.09  | 日曜日 11:55 - 12:55（60分）  |
| 2019.10  | 現在     | 日曜日 12:00 - 12:55（55分）  |

## テーマ曲

### 歴代オープニングテーマ曲
『カルメン・第1幕への前奏曲（闘牛士）』（作曲：ジョルジュ・ビゼー）
- レギュラー出演者およびゲスト紹介時、番組宣伝のコマーシャル時に流れる。

### 歴代エンディングテーマ曲
3カ月毎に変更される。1989年7月 - 1991年3月までは出演者の退場シーン、1991年4月 - 1997年12月まではコンピュータグラフィックス、1998年1月 - 2000年3月までは犬の映像に合わせて歌が流れていた。2000年4月以降は激論トークに合わせて歌が流れている。

#### 1989年
- 1989.07 - 1989.09：大江千里「おねがい天国」
- 1989.10 - 1989.12：ZIGGY「I'M GETTIN' BLUE」

#### 1990年
- 1990.01 - 1990.03：種ともこ「ダイエット・ゴー・ゴー」
- 1990.04 - 1990.06：小比類巻かほる「TWILIGHT AVENUE」
- 1990.07 - 1990.09：（不明）
- 1990.10 - 1990.12：MOMOKO「CLOSE TO ME」

#### 1991年
- 1991.01 - 1991.03：織田哲郎「Smile for me」
- 1991.04 - 1991.06：丸山みゆき「天使のLOVE SONG」
- 1991.07 - 1991.09：SMAP「Can't Stop!! -LOVING-」
- 1991.10 - 1991.12：吉田拓郎「友あり」

#### 1992年
- 1992.01 - 1992.03：忌野清志郎「Boys」
- 1992.04 - 1992.06：ELLIS「瞳で話しかけないで」
- 1992.07 - 1992.09：中西圭三「Ticket To Paradise」
- 1992.10 - 1992.12：J-WALK「何も言えなくて -WINTER VERSION-」

#### 1993年
- 1993.01 - 1993.03：GAO「君にゆられて」
- 1993.04 - 1993.06：TOSHI「Looming 〜確かめたい〜」
- 1993.07 - 1993.09：東野純直「君は僕の勇気」
- 1993.10 - 1993.12：NoB「いつだってあいたい」

#### 1994年
- 1994.01 - 1994.03：鈴木哲彦「少年のまま」
- 1994.04 - 1994.06：W「君がいたから」
- 1994.07 - 1994.09：MANISH「走り出せLonely Night」
- 1994.10 - 1994.12：NONSTOP「くちづけだけじゃ君を奪えない」

#### 1995年
- 1995.01 - 1995.03：m.c.A・T「Oh! My Precious!」
- 1995.04 - 1995.06：森川美穂「素直に笑えない」
- 1995.07 - 1995.09：貴水博之「I&I」
- 1995.10 - 1995.12：CALL「SOMEDAY」

#### 1996年
- 1996.01 - 1996.03：佐野元春「楽しい時 -Fun Time」
- 1996.04 - 1996.06：松田聖子「あなたに逢いたくて〜Missing You〜」
- 1996.07 - 1996.09：稲垣潤一「雨の朝と風の夜に」
- 1996.10 - 1996.12：久松史奈「Chance」

#### 1997年
- 1997.01 - 1997.03：ROMANTIC MODE「LIBERTY」
- 1997.04 - 1997.06：河村隆一「Glass」
- 1997.07 - 1997.09：吉川晃司「エロス」
- 1997.10 - 1997.12：SHAZNA「すみれ September Love」

#### 1998年
- 1998.01 - 1998.03：mayo「大丈夫だよ」
- 1998.04 - 1998.06：米倉利紀「nothin' to lose」
- 1998.07 - 1998.09：神子雅「女友達〜ともだち〜」
- 1998.10 - 1998.12：La'cryma Christi「In Forest」

#### 1999年
- 1999.01 - 1999.03：Say a Little Prayer「Yes No」
- 1999.04 - 1999.06：原本玲子「The Last Game」
- 1999.07 - 1999.09：LU⊃A「edge」
- 1999.10 - 1999.12：Janne Da Arc「Lunatic Gate」

#### 2000年
- 2000.01 - 2000.03：斉藤和義「アゲハ」
- 2000.04 - 2000.06：PENICILLIN「Japanese Industrial Students」
- 2000.07 - 2000.09：CLOUD「blue is the colour」
- 2000.10 - 2000.12：GELUGUGU「TEENAGE ACTION」

#### 2001年
- 2001.01 - 2001.03：the Indigo「ココロニ」
- 2001.04 - 2001.06：GARNET CROW「Last love song」
- 2001.07 - 2001.09：PIERROT「DRAMATIC NEO ANNIVERSARY」
- 2001.10 - 2001.12：Youjeen「Beautiful Days」

#### 2002年
- 2002.01 - 2002.03：Keyco「ハルニレ」
- 2002.04 - 2002.06：AJI「Day of Light」
- 2002.07 - 2002.09：米倉千尋「夏の終わりの花火」
- 2002.10 - 2002.12：LISA「I'm all you」

#### 2003年
- 2003.01 - 2003.03：BUCK-TICK「残骸」
- 2003.04 - 2003.06：PIERROT「ネオグロデスク」
- 2003.07 - 2003.09：m-flo・Crystal Kay「REEEWIND!」
- 2003.10 - 2003.12：DEEN「ユートピアは見えてるのに」

#### 2004年
- 2004.01 - 2004.03：土屋明子「泣き虫」
- 2004.04 - 2004.06：石井智美「時に負けない愛で」
- 2004.07 - 2004.09：キリンジ「十四時過ぎのカゲロウ」
- 2004.10 - 2004.12：LISA「Only if〜Diamonds in the Snow e.p.〜」

#### 2005年
- 2005.01 - 2005.03：森田クラブ「初恋」
- 2005.04 - 2005.06：清春「HORIZON」
- 2005.07 - 2005.09：諫山実生「サハラの誘惑」
- 2005.10 - 2005.12：PaniCrew「ヒトヒラノ雪」

#### 2006年
- 2006.01 - 2006.03：ザ・コブラツイスターズ「激流」
- 2006.04 - 2006.06：SEAMO「マタアイマショウ」
- 2006.07 - 2006.09：ヤドカリ「君の背中」
- 2006.10 - 2006.12：名取香り「This time」

#### 2007年
- 2007.01 - 2007.03：サスケ「もしも時を飛べるなら」
- 2007.04 - 2007.06：DEEN「Classics Three PASTEL 夢の蕾」
- 2007.07 - 2007.09：エイジアエンジニア「海」
- 2007.10 - 2007.12：ダンデライオン「芝生の上のペンギン」

#### 2008年
- 2008.01 - 2008.03：森山直太朗「スノウドロップ」
- 2008.04 - 2008.06：TUBE「蛍」
- 2008.07 - 2008.09：MAY'S「My Everything」
- 2008.10 - 2008.12：森大輔「いつかもしも」

#### 2009年
- 2009.01 - 2009.03：倉木麻衣「I can't believe you !!」
- 2009.04 - 2009.06：大橋トリオ「はだかの王様」
- 2009.07 - 2009.09：ユンナ「Girl」
- 2009.10 - 2009.12：清木場俊介「生きる証」

#### 2010年
- 2010.01 - 2010.03：バブルガム・ブラザーズ・BENI「瀬戸際のBirthday」
- 2010.04 - 2010.06：川嶋あい「歯車」
- 2010.07 - 2010.09：水谷豊・宇崎竜童「人生ロマン派」
- 2010.10 - 2010.12：林田健司「広がりだすんだ僕らの未来は」

#### 2011年
- 2011.01 - 2011.03：毛皮のマリーズ「欲望」
- 2011.04 - 2011.06：上新功祐「向かい風を味方につけよう」
- 2011.07 - 2011.09：矢沢洋子「夏風」
- 2011.10 - 2011.12：杉山未紗「フレイム」

#### 2012年
- 2012.01 - 2012.03：TSUYOSHI「Progress」
- 2012.04 - 2012.06：末光篤「Reach」
- 2012.07 - 2012.09：西部里菜・タマル「おかえり」
- 2012.10 - 2012.12：スターダスト・レビュー「Welcome To The Jungle」

#### 2013年
- 2013.01 - 2013.03：椎名慶治「フラット♭」
- 2013.04 - 2013.06：カラーボトル「棘」
- 2013.07 - 2013.09：あぬえぬえぶれいん「歯車」
- 2013.10 - 2013.12：fifi「スタート」

#### 2014年以降
- 2014.01 - 2014.03：宇都美慶子「ランナー」
- 2014.04以降：エンディングテーマ曲は廃止された。
  - 2014年4月から2016年3月までのエンディングのスタッフロール時にGuns N' Roses「Sweet Child o' Mine」のイントロが流れた。
  - 2016年4月からのエンディングのスタッフロール時にオープニングと同じカルメンが流れるようになった。